# Campeonato de Oceanía de Judo de 2000
El XVII Campeonato de Oceanía de Judo se celebró en Sídney (Australia) entre el 11 y el 13 de marzo de 2000 bajo la organización de la Unión de Judo de Oceanía.
En total se disputaron catorce pruebas diferentes, siete masculinas y siete femeninas.

## Resultados

### Masculino
| Evento  | Oro                         | Plata                           | Bronce                                                          |
| ------- | --------------------------- | ------------------------------- | --------------------------------------------------------------- |
| –60 kg  | Adrian Robertson Australia  | Cyril Chevalier Nueva Caledonia | Brendon Crooks Nueva Zelanda Alex da Silva Australia            |
| –66 kg  | Andrew Collett Australia    | Darren Fagan Australia          | Abedias Trindade de Abreu Nueva Caledonia Heath Young Australia |
| –73 kg  | Tom Hill Australia          | Danny Fagan Australia           | Miklos Szabó Australia Lyndsay Reid Nueva Zelanda               |
| –81 kg  | Tim Slyfield Nueva Zelanda  | Daniel Kelly Australia          | Morgan Endicott-Davies Australia Steven Hill Australia          |
| –90 kg  | Matthew Hill Australia      | Robert Ivers Australia          | Gavin Kelly Australia Nemani Takayawa Fiyi                      |
| –100 kg | Daniel Gowing Nueva Zelanda | Daniel Rusitovic Australia      | David Bond Nueva Zelanda Martin Kelly Australia                 |
| +100 kg | Nacanieli Qerewaqa Fiyi     | Calvyn Snelgar Nueva Zelanda    | David Karney Australia Robert Ball Australia                    |

### Femenino
| Evento | Oro                         | Plata                                         | Bronce                                            |
| ------ | --------------------------- | --------------------------------------------- | ------------------------------------------------- |
| –48 kg | Jenny Hill Australia        | Tammy Acciari Australia                       | Sharon Milligan Australia                         |
| –52 kg | Angela Raguz Australia      | Rebecca Sullivan Australia                    | Michelle Olsen Nueva Zelanda                      |
| –57 kg | Mária Pekli Australia       | Jadranka Raguz Australia                      | Angela Deacon Australia Yvonne Mitchell Australia |
| –63 kg | —                           | Carly Dixon Australia Lara Sullivan Australia | Kylie Koenig Australia                            |
| –70 kg | Catherine Arlove Australia  | Natalie Galea Australia                       | Elinore Stallworthy Nueva Zelanda                 |
| –78 kg | Laisa Laveti Fiyi           | Natalie Jenkinson Australia                   | —                                                 |
| +78 kg | Fiona Iredale Nueva Zelanda | Caroline Curren Australia                     | —                                                 |

## Medallero
| Núm. | País            | Oro | Plata | Bronce | Total |
| ---- | --------------- | --- | ----- | ------ | ----- |
| 1    | Australia       | 8   | 13    | 13     | 34    |
| 2    | Nueva Zelanda   | 3   | 1     | 5      | 9     |
| 3    | Fiyi            | 2   | 0     | 1      | 3     |
| 4    | Nueva Caledonia | 0   | 1     | 1      | 2     |
|      | TOTAL           | 13  | 15    | 20     | 48    |